# Siemens-Nixdorf-Steg

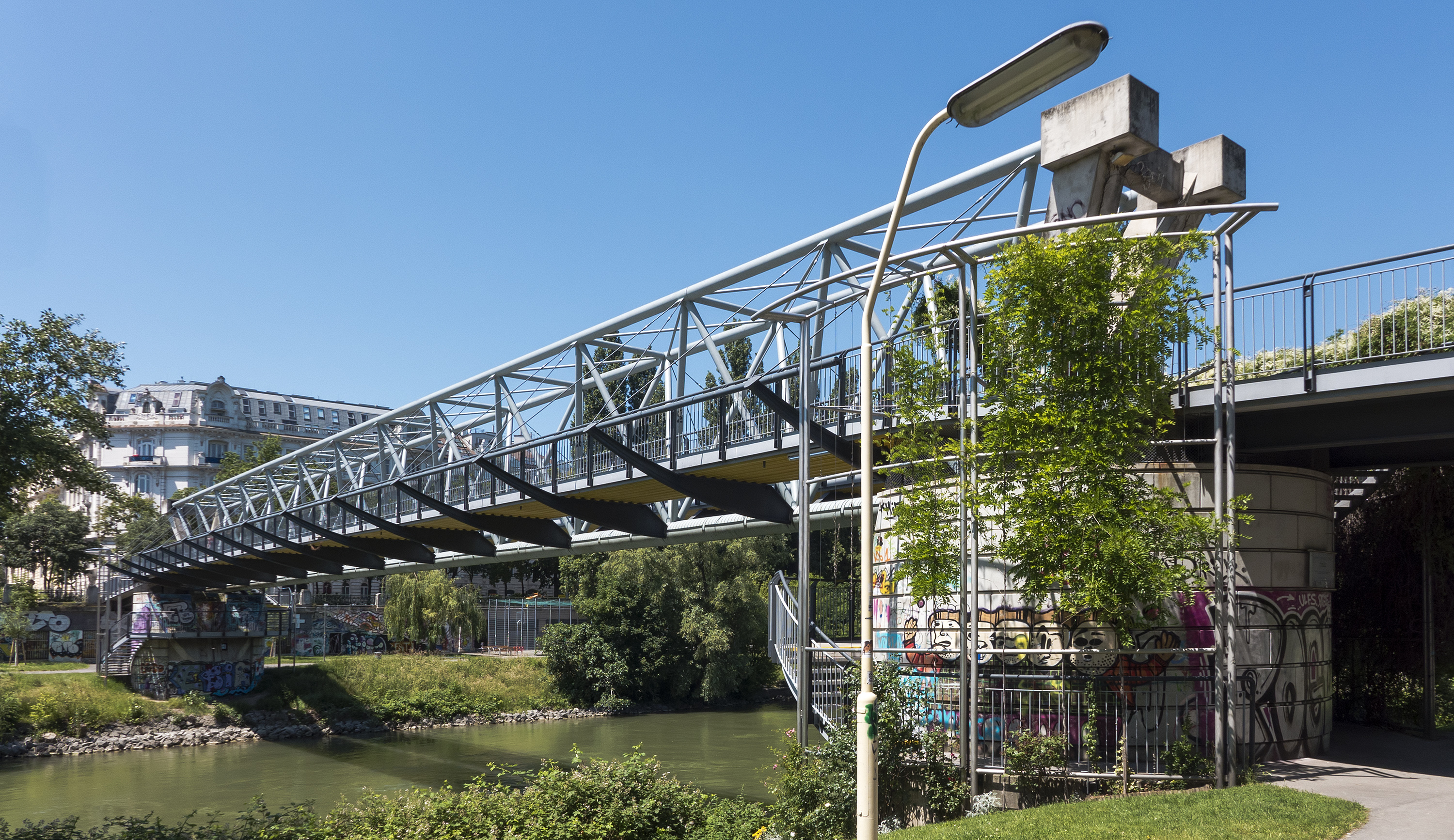
Der Siemens-Nixdorf-Steg in Richtung 9. Bezirk

Der Siemens-Nixdorf-Steg ist eine Fußgängerbrücke in Wien. Er überquert den Donaukanal und verbindet die Bezirke Alsergrund (9. Bezirk) und Leopoldstadt (2. Bezirk).

## Der Steg

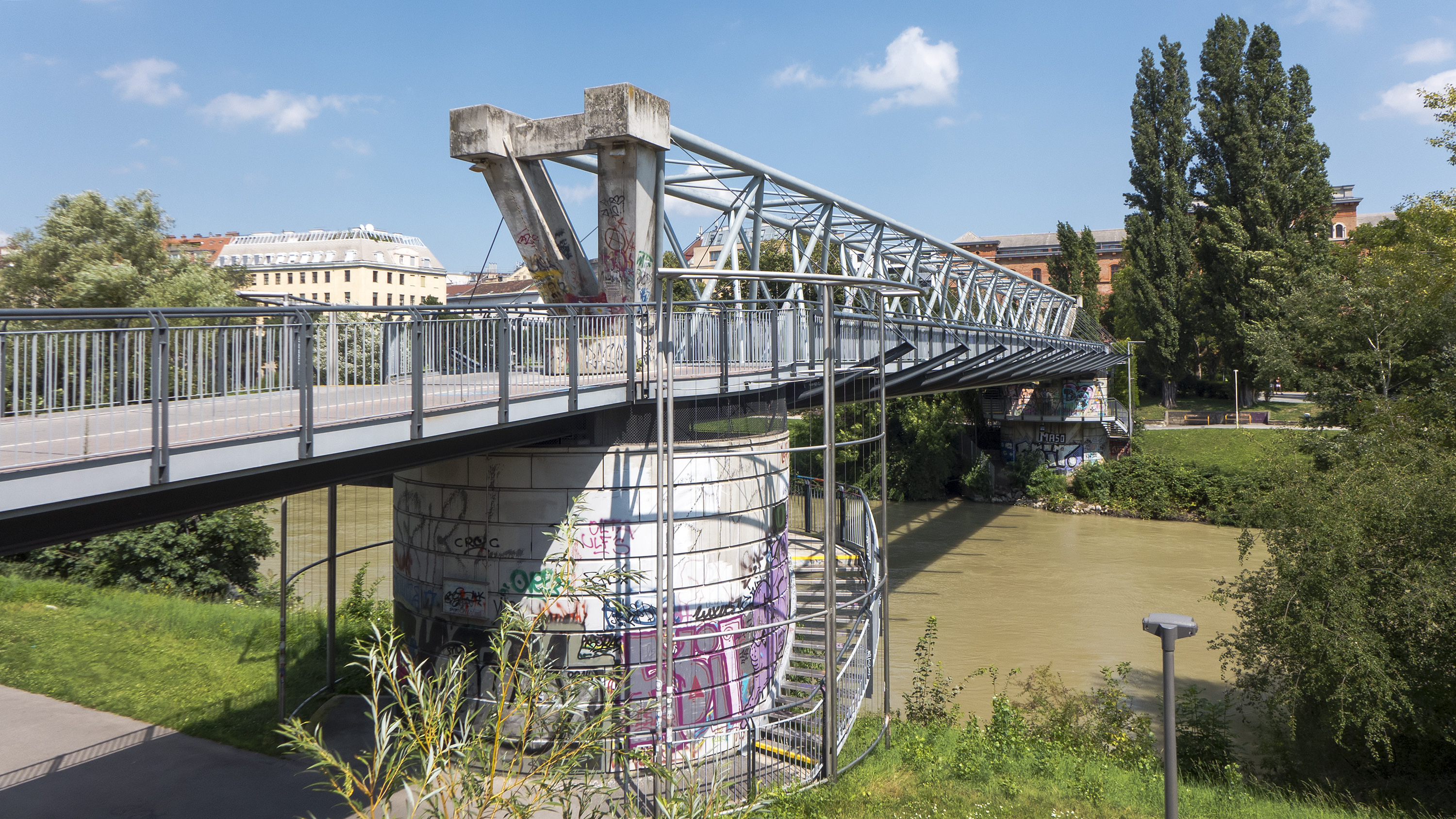
Der Steg in Richtung 2. Bezirk

Politische Initiativen zu einer Straßenverbindung von Leopoldstadt und Alsergrund im Zuge der (zunächst zur Lände noch zu öffnenden) Seegasse gab es unter anderem 1895, 1905 (Bezirksvertretung Alsergrund) und 1912. Ein Argument zugunsten des Bauwerks war die erhoffte Entlastung von Brigitta- und Augartenbrücke. 1926 kam die Idee auf, die abzubauende alte Brigittabrücke auf Höhe der Seegasse neu zu errichten. 1928 wurde an der einer Brücke zugedachten Stelle ein Rollfähre für Personenverkehr eingerichtet – und in diesem Jahr aufseiten der Kommune das Projekt einer Seegassenbrücke bleibend ad acta gelegt.
Der Siemens-Nixdorf-Steg wurde zwischen 1990 und 1991 nach Plänen von Heinz Neumann und Sepp Frank erbaut. Die Stahlbauarbeiten wurden von der Voest Alpine MCE durchgeführt.
Die Brücke hat eine Gesamtlänge von 98 Meter und eine Breite von 5 Meter. Ein mittig angeordneter Dreigurt mit etwa 61 Meter Spannweite trägt an jeder Seite je einen ungefähr 2,5 Meter breiten Gehweg. Als Untergurt dient ein Rohr mit 600 Millimeter Durchmesser und weit auskragenden Trägern.
Erbaut wurde der Siemens-Nixdorf-Steg vor allem deshalb, weil der Abstand zwischen den beiden benachbarten Brücken Friedensbrücke und Rossauer Brücke mit 900 Meter für Fußgänger sehr weit war. Die Rollfähre war mangels eines Pächters eingestellt worden. (Die vom Seil befreiten Holzmaste wurden erst nach Jahren abgebaut.)
Namensgeber für diesen Steg waren Werner von Siemens und Heinz Nixdorf, wobei der damals nahe gelegene Firmensitz von Siemens Nixdorf im 2. Bezirk höchstwahrscheinlich eine große Rolle spielte.

## Umgebung
In der Nähe des Siemens-Nixdorf-Stegs befinden sich der jüdische Friedhof Roßau in der Seegasse, das ehemalige Militärverpflegungsetablissement sowie der Augarten.